# 金幼孜
金 幼孜（きん ようし、洪武元年（1368年）- 宣徳6年12月16日（1432年1月19日））は、明代の学者・官僚。名は善、字は幼孜で、字をもって通称された。本貫は臨江軍新淦県。

## 生涯
建文2年（1400年）、進士に及第した。戸科給事中に任じられた。建文4年（1402年）、永楽帝が即位すると、幼孜は翰林検討に転じた。解縉らとともに文淵閣に宿直し、侍講に転じた。皇太子朱高熾に『春秋』を講義し、『春秋要旨』三巻を進上した。
永楽5年（1407年）、幼孜は右諭徳に転じ、侍講を兼ねた。永楽帝は幼孜や胡広らについて任期を満了しても他の任に異動させてはいけないと、吏部に命じていた。永楽7年（1409年）、幼孜は永楽帝に従って北京に移った。翌年、幼孜は胡広や楊栄らとともに永楽帝の第一次漠北遠征に従った。永楽帝が泉の涌き出す清水源に駐屯すると、幼孜は銘文を、楊栄は詩を献上した。永楽帝は幼孜の文学の才を重んじて、通過した山川や要害について記録するよう幼孜に命じた。幼孜は馬の鞍に寄りかかって立ったままその文章を起草した。陣中にオイラトからの使者が来朝すると、永楽帝は幼孜らを召し出して輿のそばに控えさせ、敵中の事を言わせた。幼孜が胡広・楊栄や侍郎の金純とともに道に迷って谷中に取り残されたことがあった。夜も暮れて、幼孜は落馬し、胡広や金純は振り返らずに行ってしまった。楊栄は幼孜を馬の鞍に結びつけて進んだが、行くもまた落馬したので、楊栄は自分の馬に幼孜を乗せた。翌日、行在所にたどり着いた。この夜、永楽帝は十数人を派遣して幼孜や楊栄らを捜索させていたが、発見できていなかった。幼孜らが帰着すると、永楽帝は喜んで顔色を改めた。幼孜はその後の漠北遠征にはいずれも従い、『北征前録』と『北征後録』を編纂した。永楽12年（1414年）、胡広や楊栄らとともに『五経大全』・『四書大全』・『性理大全』を編纂するよう永楽帝に命じられた。永楽14年（1416年）、翰林学士に転じた。永楽18年（1420年）、楊栄とともに文淵閣大学士に進んだ。
永楽22年（1424年）、幼孜は永楽帝の第五次漠北遠征に従った。道中で兵は疲れの色を見せ、永楽帝は群臣に諮問したが、答える者もなかった。幼孜はひとり深入りを避けるよう諫めたが、永楽帝は聞き入れなかった。開平に宿営すると、永楽帝は「朕は夢に神人が『上帝は再生を好む』と語るのを聞いた。これは何の兆しだろうか」と幼孜と楊栄に訊ねた。幼孜と楊栄は「陛下がこの挙に出られたのは、もともと暴を除いて民を安んずるのが目的でした。しかるに崑崙の火炎は玉石をともに焼くと申します。これを陛下にご留意いただきたい」と答えた。永楽帝はこれに肯き、遠征軍の撤退を命じた。軍を返して楡木川にいたったところ、永楽帝は死去した。幼孜は馬雲密や楊栄と協議して帝の死を秘密にし、喪を発しなかった。楊栄は訃報を北京に知らせ、幼孜は棺を守って北京に帰った。
洪熙帝（朱高熾）が即位すると、幼孜は文淵閣大学士を兼ねたまま、戸部右侍郎に任じられた。ほどなく太子少保の位を加えられ、武英殿大学士を兼ねた。この年の10月、幼孜は楊栄や楊士奇とともに承天門外で罪囚を記録するよう命じられた。罪の重い囚人を記録するには三学士の立ち合いを必須とするよう法司に命じられたことから、幼孜の権威はますます高まった。洪熙帝は幼孜と楊栄・楊士奇・蹇義・夏原吉の5人を輔政の臣として頼みにした。洪熙元年（1425年）、幼孜は大学士・学士を兼ねたまま礼部尚書に進み、三官の俸給をそろって受けた。ほどなく母を看病するため帰郷を願い出た。翌年、母が死去し、幼孜は喪に服した。
宣徳帝が即位すると、幼孜は再起を命じられ、両朝実録の編纂にあたって、総裁官に充てられた。宣徳3年（1428年）、慶府郡王妃を冊封するために持節として寧夏に赴いた。立ち寄ったところでの兵や民衆の苦しみを観察して、北京に帰還すると宣徳帝に上奏した。宣徳帝の辺境巡幸に従って、鶏鳴山を通過した。宣徳帝は「唐の太宗はその英武を頼んで高句麗遠征をおこない、かつてこの山を通った」といった。幼孜は「太宗はほどなくその遠征を悔やんで、そのため憫忠閣を建てました」と答えた。宣徳帝は「この山が崩れたのは元の順帝のときであった。元の滅亡の兆候とされている」といった。幼孜は「順帝は亡国の主であり、山が崩れなかったとしても、国はまた必ず滅んでいました」と答えた。宣徳6年12月丁未（1432年1月19日）、幼孜は死去した。享年は64。少保の位を追贈された。諡は文靖といった。